# Varilhes
Varilhes – miejscowość i gmina we Francji, w regionie Oksytania, w departamencie Ariège.
Według danych na rok 1990 gminę zamieszkiwało 2327 osób, a gęstość zaludnienia wynosiła 198 osób/km² (wśród 3020 gmin regionu Midi-Pireneje Varilhes plasuje się na 146. miejscu pod względem liczby ludności, natomiast pod względem powierzchni na miejscu 969.).